# Березань (город)
Береза́нь (укр. Береза́нь) — город в Броварском районе Киевской области Украины. Административный центр Березанской городской общины.

## Географическое положение
Расположен на реке Недра в восточной части области.

## История
Первые упоминания относятся к XVII в. В 1616 г. поселение было собственностью князя Острожского. С 1648 года — сотенный город Переяславского полка.
Первый исповидная ведомость про Березань датируется 1756 годом
В 1802 году селение стало волостным центром Переяславского уезда Полтавской губернии.
После гражданской войны, в 1923 году, Березань стала районным центром.
В ходе Великой Отечественной войны в 1941—1943 гг. селение было оккупировано немецкими войсками.
В 1968 году Березань являлась посёлком городского типа с населением 10,2 тыс. человек, здесь действовали суконная фабрика, кирпичный завод, завод железобетонных изделий, молочный завод и пищекомбинат.
С 30 июня 1994 года до 17 июля 2020 года имел статус города областного значения.
В мае 1995 года Кабинет министров Украины утвердил решение о приватизации находившихся в городе завода железобетонных изделий и райсельхозтехники, в июле 1995 года было утверждено решение о приватизации ПМК № 56 и совхоза.

## Население
В январе 1989 года численность населения составляла 14 885 человек.
На 1 января 2025 года численность населения составляла 17 000 человек.

### Языковой состав
Родной язык населения по данным переписи 2001 года:
| Язык       | Численность, чел. | Доля     |
| ---------- | ----------------- | -------- |
| Украинский | 16 135            | 92,12 %  |
| Русский    | 1 305             | 7,45 %   |
| Другое     | 76                | 0,43 %   |
| Итого      | 17 516            | 100,00 % |

Украинский язык является единственным официальным и основным языком города.
По данным Государственной службы статистики Украины в 2023/24 учебном году все 237 624 учащихся в учреждениях общего среднего образования в Киевской области обучались в украиноязычных классах.

## Транспорт
Железнодорожная станция на линии Киев — Яготин Юго-Западной железной дороги.
Находится на трассе Киев — Харьков.

## Достопримечательности
- Березанский народный краеведческий музей[13][14]
- Парк Славы и мемориал жителям Березани, погибшим в годы Второй мировой войны[15]
- Памятник «Танк Т-34 гвардии капитана И. С. Колоска»[16]
- Пивзавод Канского[17][18]
- Братская могила воинов РККА и мирных граждан возле Березанского УВК[19]

## Известные люди
В Березани родился советский украинский писатель и поэт С. А. Лисовец.
Также здесь родился режиссёр и сценарист Петр Луцик. Провёл детство святитель Софроний Иркутский.
Самый старший в Украине руководитель учреждения культуры — рекордсмен Книги рекордов Украины — Заслуженный работник культуры Украины Рих Галина Лаврентьевна.

## Галерея

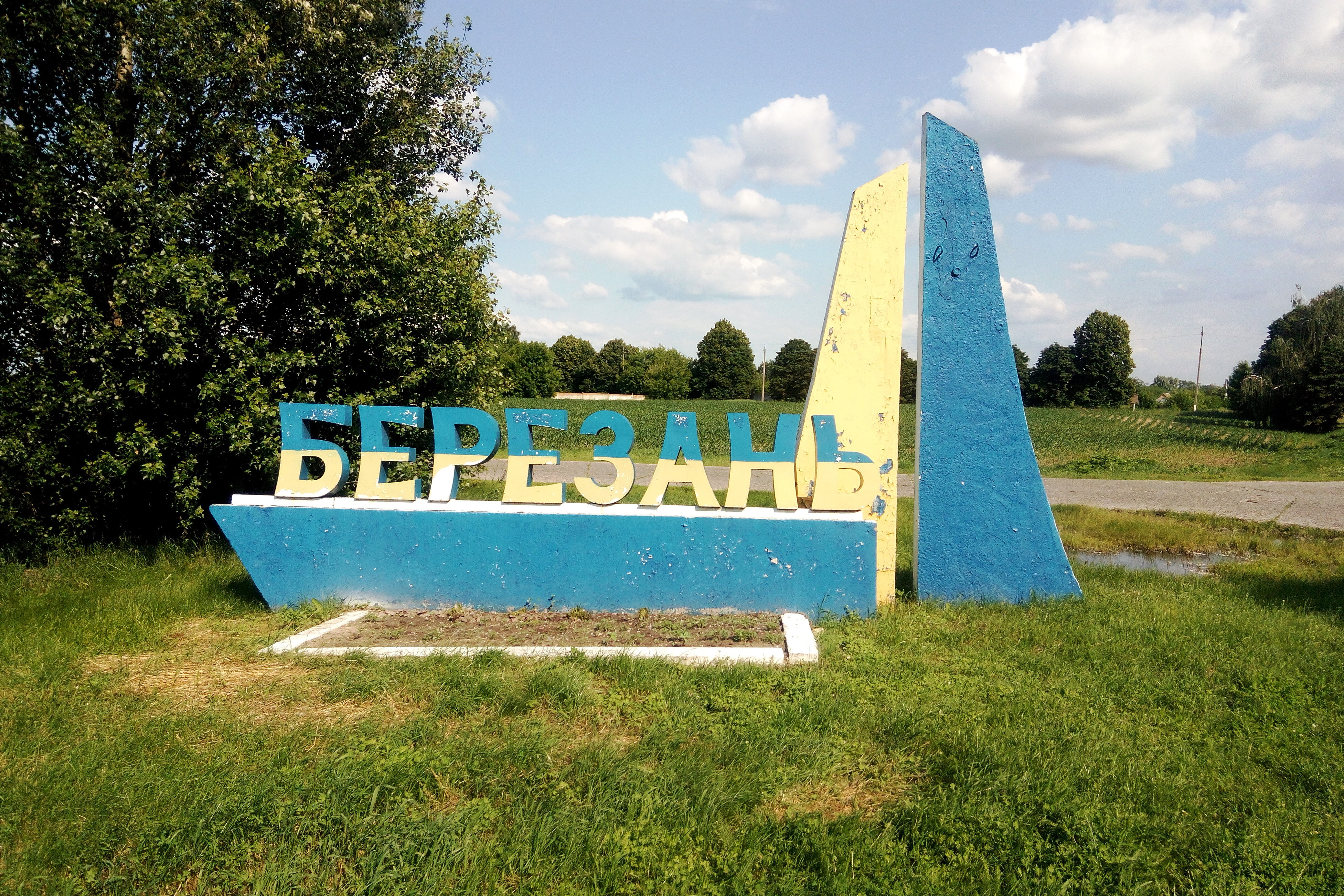
Стела на въезде в город
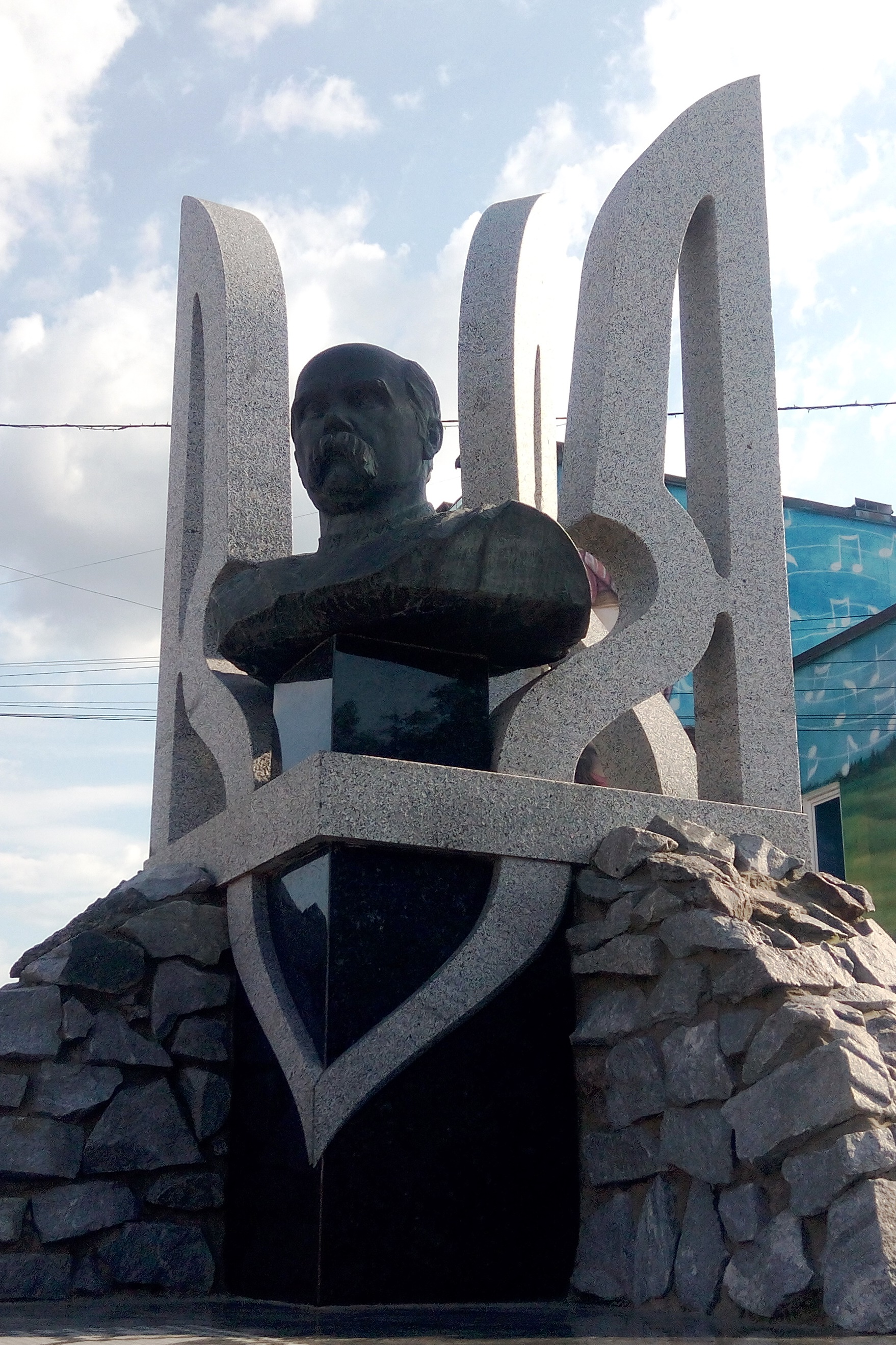
Бюст Т. Г. Шевченко в центре города
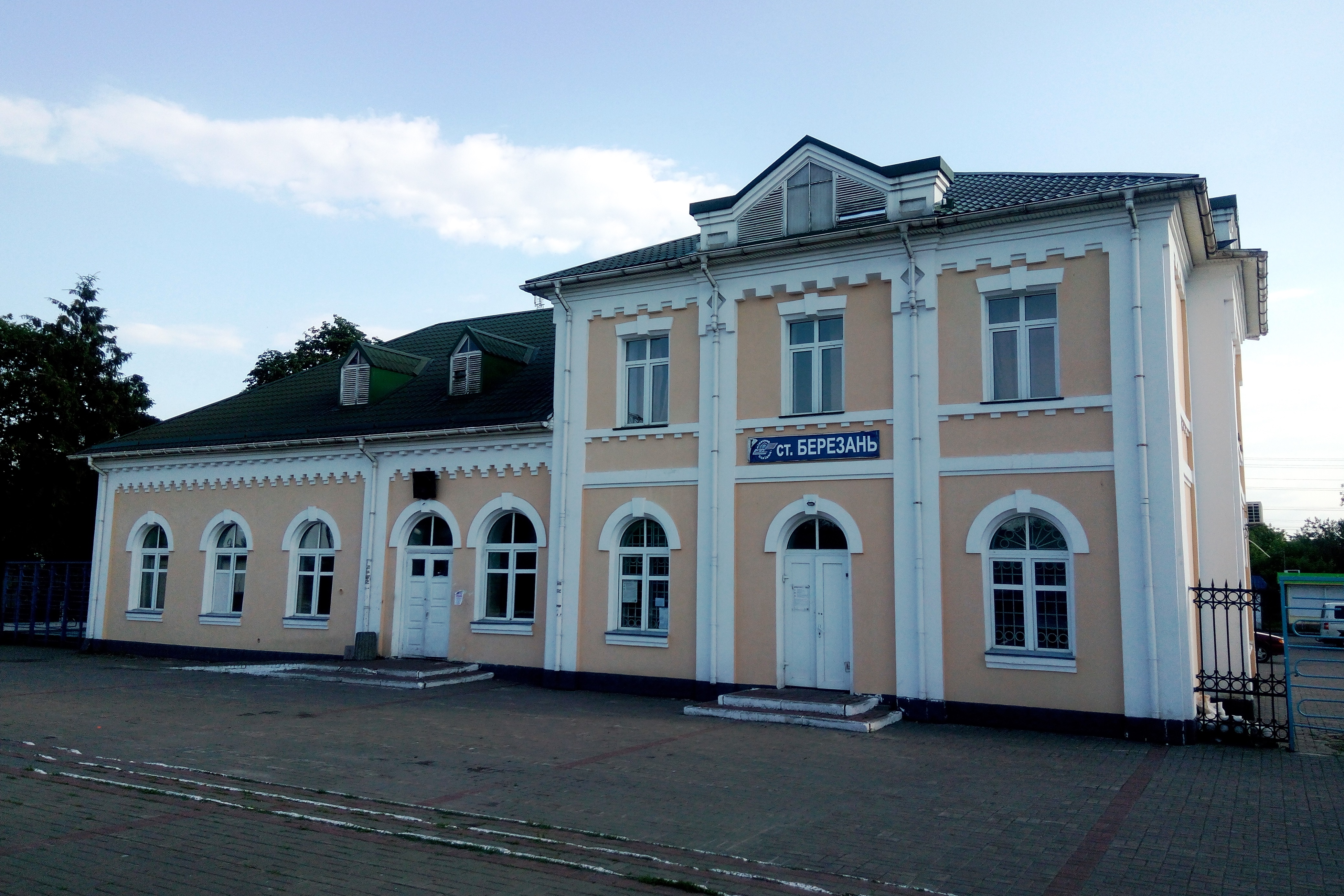
Железнодорожный вокзал
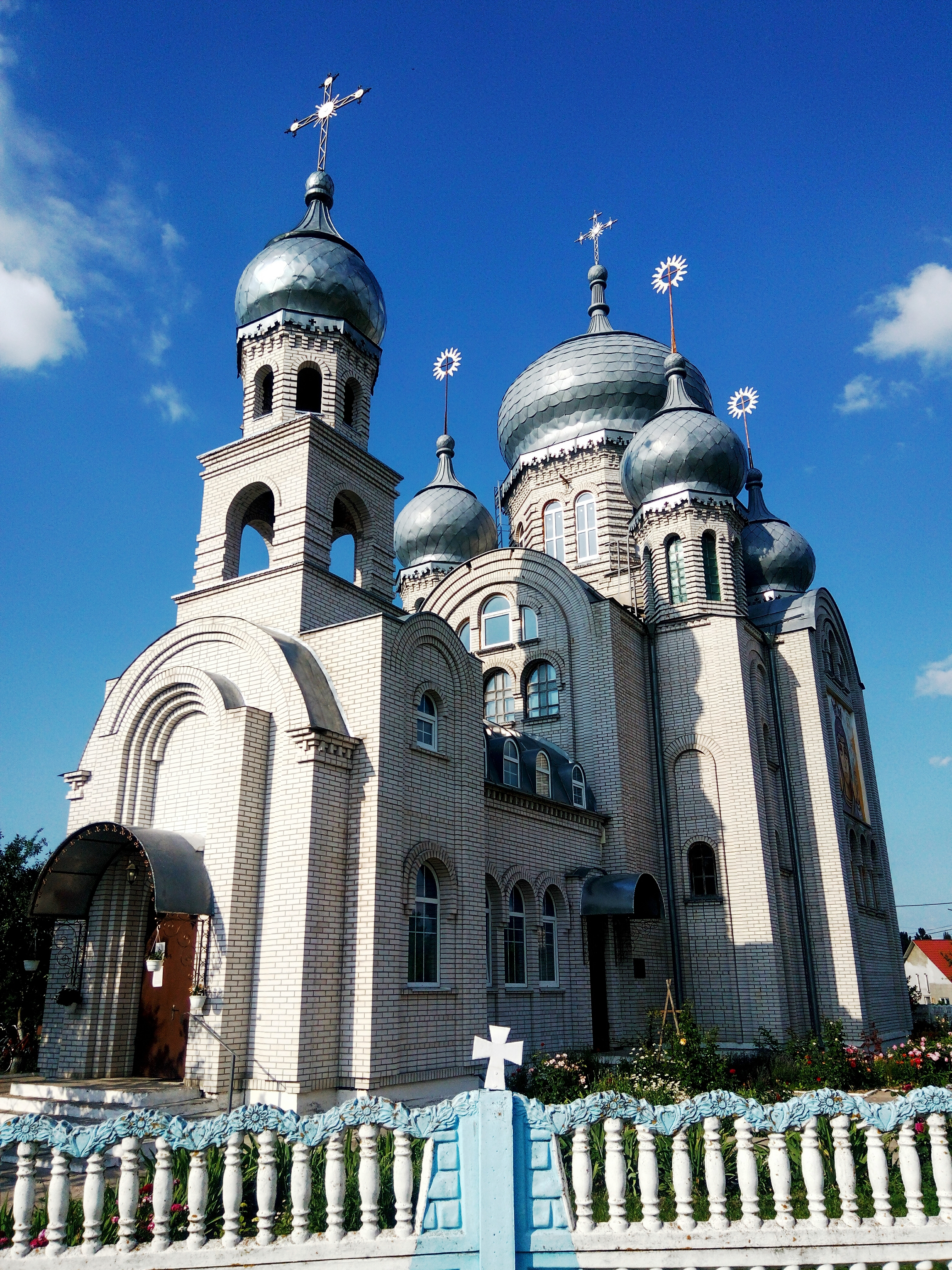
Храм Благовещения Пресвятой Богородицы
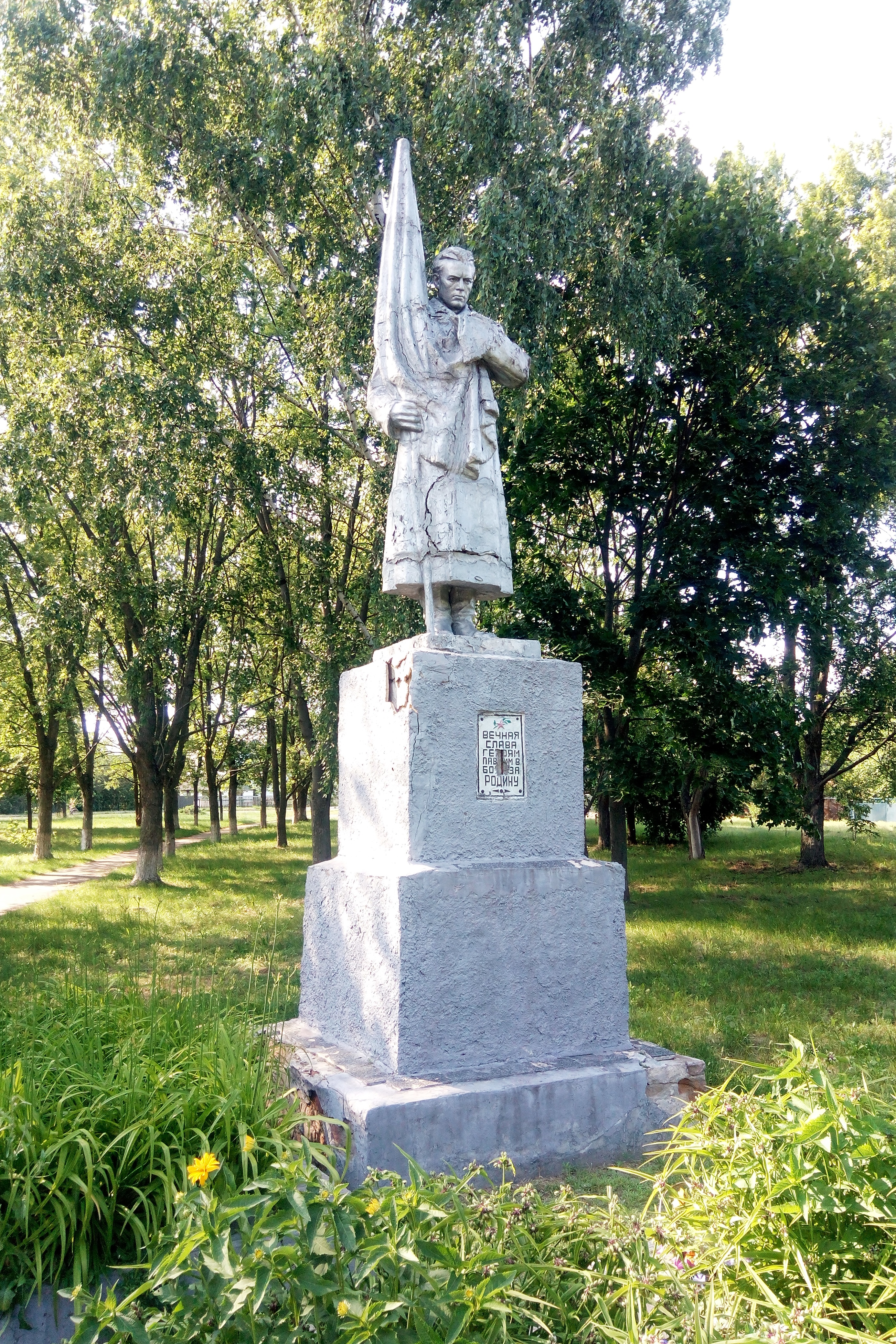
Памятник погибшим солдатам в годы Великой Отечественной войны
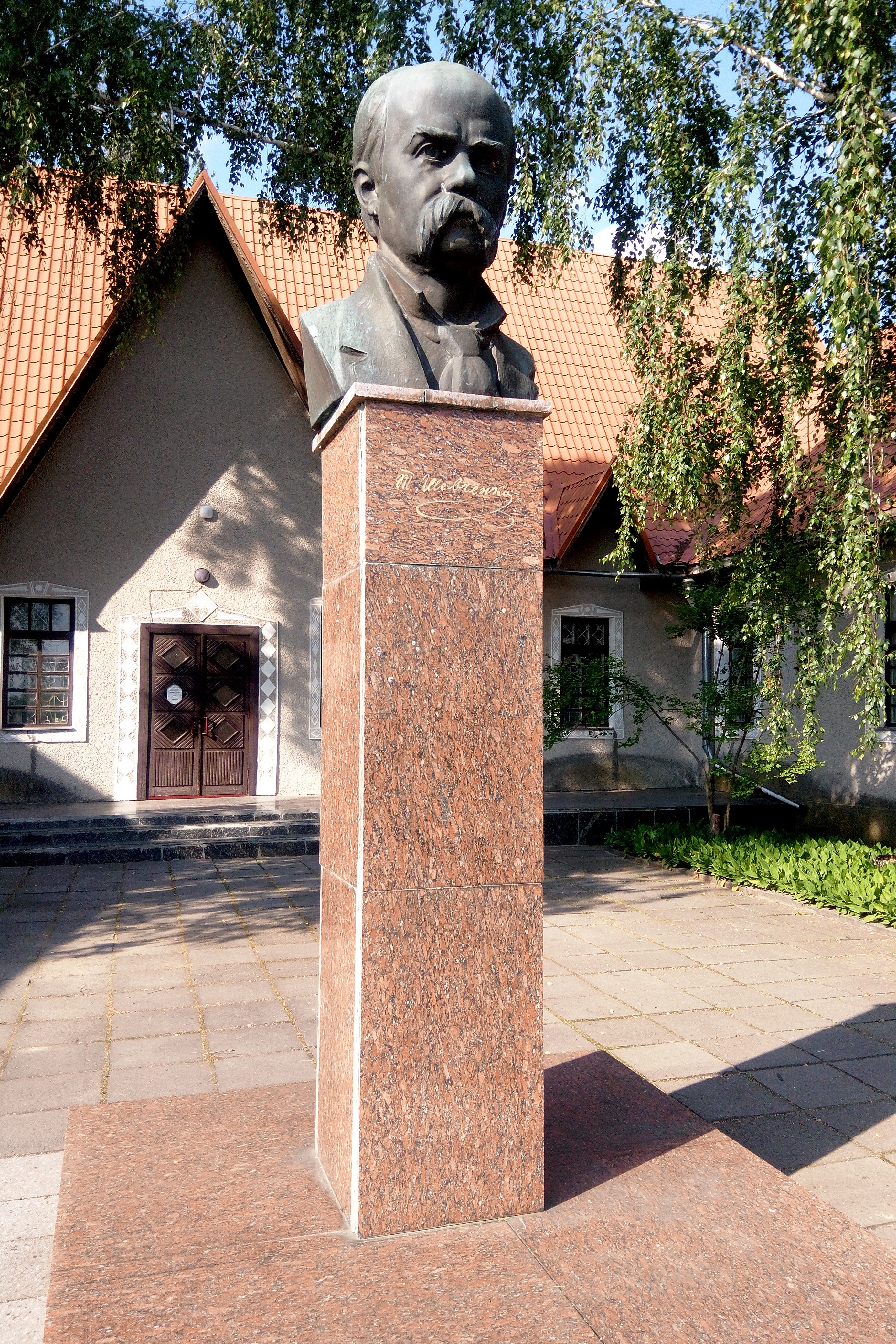
Бюст Т. Г. Шевченко возле краеведческого музея
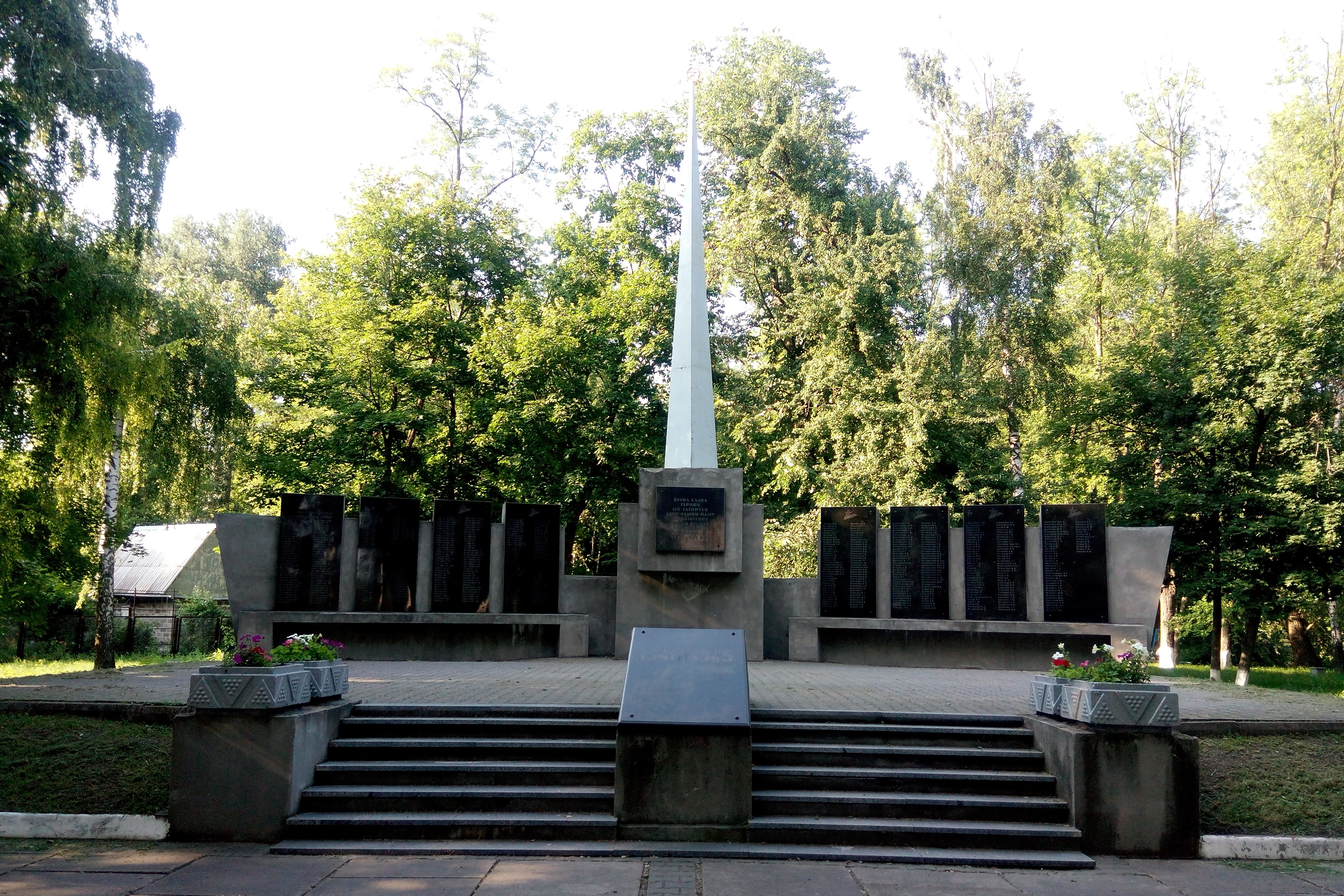
Военный мемориал погибшим землякам в "Парке Славы"
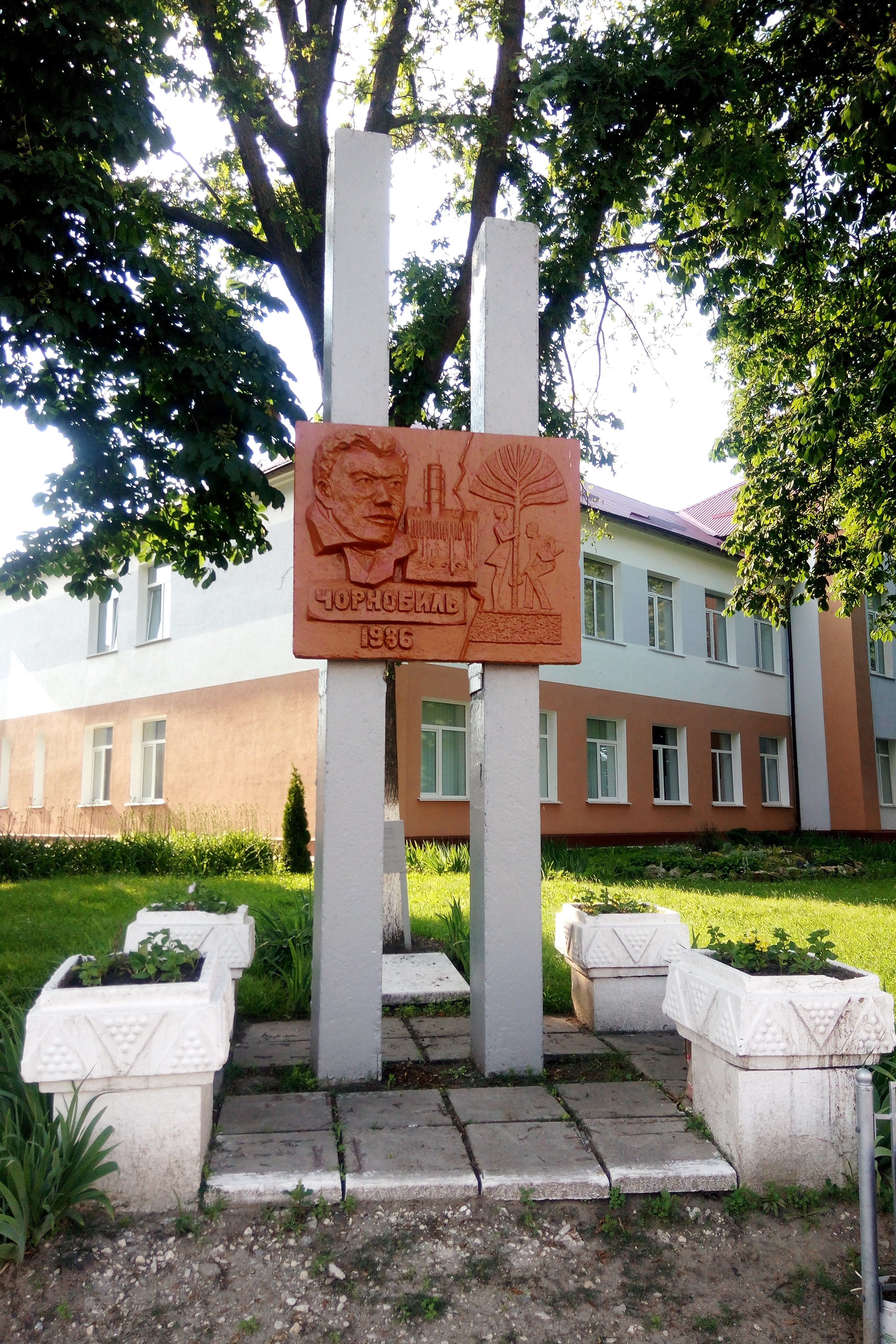
Памятный знак "Чернобыль - 86"
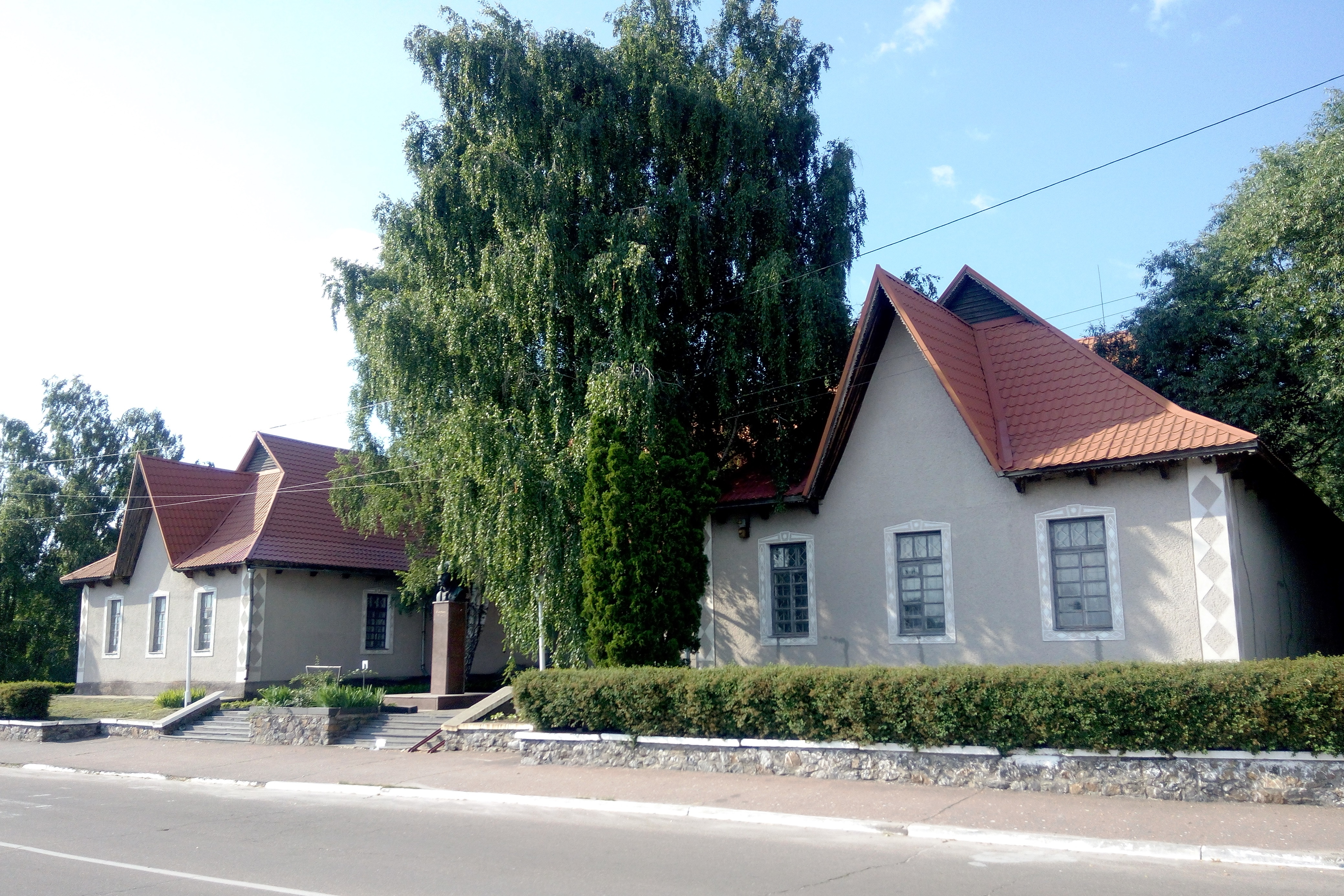
Народный краеведческий музей
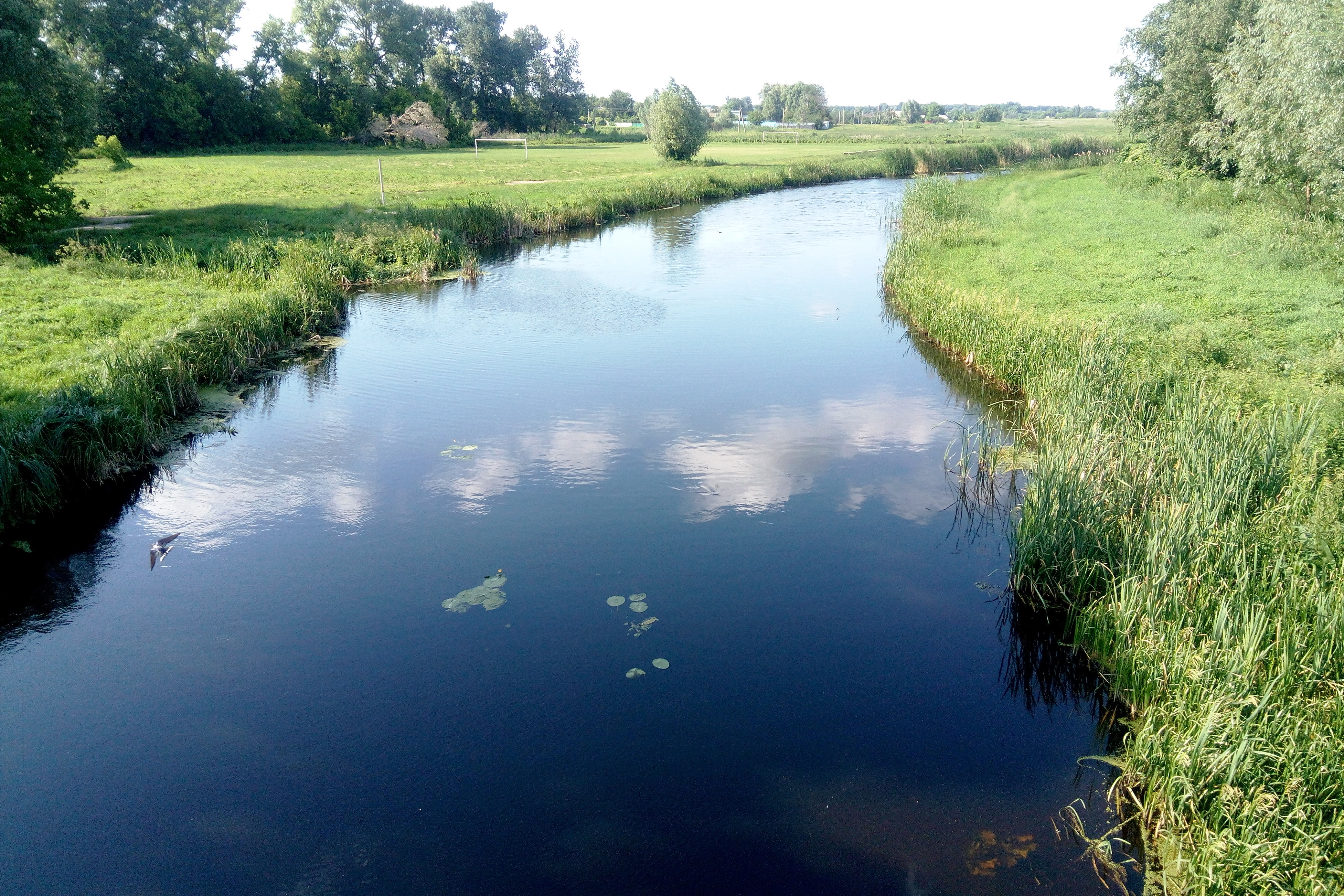
Вид на реку Недра